# 佩特瑙
佩特瑙是奥地利蒂罗尔州因斯布鲁克兰县的一个市镇。总面积10.78平方公里，总人口893人，人口密度82.8人/平方公里（2011年）。